# Ecuație cu derivate parțiale
O ecuație cu derivate parțiale este un tip de ecuație diferențială care include funcții necunoscute de mai multe variabile și derivatele parțiale ale acestora. Prin contrast, ecuațiile diferențiale ordinare conțin doar funcții necunoscute de o singură variabilă și derivatele lor.
Ecuațiile cu derivate parțiale  sunt utilizate pentru descrierea relațiilor între mărimi pentru o varietate largă de fenomene naturale legate de sunet, căldură, difuziune, electricitate, mecanica fluidelor, structura atomului (sisteme cuantice) etc.

## Ecuații cu derivate parțiale de ordinul II
Un exemplu celebru îl constituie ecuația lui Laplace:
{\displaystyle {\frac {\partial ^{2}u}{\partial x^{2}}}+{\frac {\partial ^{2}u}{\partial y^{2}}}+{\frac {\partial ^{2}u}{\partial z^{2}}}=0,}
Se caută soluțiile acestei ecuații sub forma unor polinoame omogene în 
{\displaystyle x}, {\displaystyle y} și {\displaystyle z}.
- polinomul omogen de gradul 0: {\displaystyle U_{0}=a} (unde {\displaystyle a} este o constantă arbitrară) este, în mod evident, singurul polinomul omogen de gradul 0 care verifică ecuația Laplace
- polinomul omogen de gradul 1: {\displaystyle U_{1}=ax+by+cz}. Polinomul omogen de gradul 1 verifică ecuația lui Laplace pentru oricare valori ale coeficienților constanți {\displaystyle a}, {\displaystyle b} și {\displaystyle c}. Așadar există trei soluții liniar independente ale ecuației lui Laplace, și anume {\displaystyle x}, {\displaystyle y} și {\displaystyle z}. Acestea, alături de combinațiile lor liniare cu coeficienți constanți, furnizează soluția generală a ecuației lui Laplace sub forma unui polinom omogen de gradul 1. 
- polinomul omogen de gradul 2:
{\displaystyle U_{2}=ax^{2}+by^{2}+cz^{2}+dxy+eyx+fzx}
Se calculează succesiv:
{\displaystyle {\frac {\partial ^{2}U_{2}}{\partial x^{2}}}={\frac {\partial ^{2}}{\partial x^{2}}}(ax^{2}+by^{2}+cz^{2}+dxy+eyx+fzx)=2a}
{\displaystyle {\frac {\partial ^{2}U_{2}}{\partial y^{2}}}={\frac {\partial ^{2}}{\partial y^{2}}}(ax^{2}+by^{2}+cz^{2}+dxy+eyx+fzx)=2b}
{\displaystyle {\frac {\partial ^{2}U_{2}}{\partial z^{2}}}={\frac {\partial ^{2}}{\partial x^{2}}}(ax^{2}+by^{2}+cz^{2}+dxy+eyx+fzx)=2c}
Sumând cele trei expresii și egalând cu 0, conform ecuației lui Laplace, se obține
{\displaystyle 2a+2b+2c=0,} adică {\displaystyle a+b+c=0.} Punând, de exemplu, {\displaystyle c=-a-b,} se obține, după o rearanjare a termenilor, forma generală a polinoamelor omogene de gradul 2 care verifică ecuația lui Laplace:
{\displaystyle U_{2}=ax^{2}+by^{2}+(-a-b)z^{2}+dxy+eyx+fzx}
{\displaystyle =ax^{2}+by^{2}-az^{2}-bz^{2}+dxy+eyx+fzx}
{\displaystyle =a(x^{2}-z^{2})+b(y^{2}-z^{2})+dxy+eyx+fzx}
De aici se obțin 5 soluții liniar independente ale ecuației lui Laplace în cazul polinomului omogen de gradul 2.
- polinomul omogen de gradul 3:
{\displaystyle U_{3}=ax^{3}+by^{3}+cz^{3}+dx^{2}y+ex^{2}z+fy^{2}x+gy^{2}z+hz^{2}x+kz^{2}y+lxzy}
Se calculează succesiv:
{\displaystyle {\frac {\partial ^{2}U_{3}}{\partial x^{2}}}={\frac {\partial ^{2}}{\partial x^{2}}}(ax^{3}+by^{3}+cz^{3}+dx^{2}y+ex^{2}z+fy^{2}x+gy^{2}z+hz^{2}x+kz^{2}y+lxzy)=}
{\displaystyle ={\frac {\partial }{\partial x}}(3ax^{2}+2dxy+2exz+fy^{2}+hz^{2}+lzy)=6ax+2dy+2ez}
{\displaystyle {\frac {\partial ^{2}U_{3}}{\partial y^{2}}}={\frac {\partial ^{2}}{\partial y^{2}}}(ax^{3}+by^{3}+cz^{3}+dx^{2}y+ex^{2}z+fy^{2}x+gy^{2}z+hz^{2}x+kz^{2}y+lxzy)=}
{\displaystyle ={\frac {\partial }{\partial y}}(3by^{2}+dx^{2}+2fyx+2gyz+kz^{2}+lxz)=6by+2fx+2gz}
{\displaystyle {\frac {\partial ^{2}U_{3}}{\partial z^{2}}}={\frac {\partial ^{2}}{\partial z^{2}}}(ax^{3}+by^{3}+cz^{3}+dx^{2}y+ex^{2}z+fy^{2}x+gy^{2}z+hz^{2}x+kz^{2}y+lxzy)=}
{\displaystyle ={\frac {\partial }{\partial z}}(3cz^{2}+ex^{2}+gy^{2}+2hzx+2kzy+lxy)=6cz+2hx+2ky}
Sumând cele trei expresii și egalând cu 0, conform ecuației Laplace, obținem
{\displaystyle 6ax+2dy+2ez+6by+2fx+2gz+6cz+2hx+2ky=0}, 
adică 
{\displaystyle x(6a+2f+2h)+y(6b+2d+2k)+z(6c+2e+2g)=0}
Împărțind prin 2, se obține
{\displaystyle x(3a+f+h)+y(3b+d+k)+z(3c+e+g)=0}
Egalând cu 0 coeficienții lui {\displaystyle x}, {\displaystyle y} și {\displaystyle z}, se obțin trei ecuații pentru coeficienți:
{\displaystyle 3a+f+h=0} => {\displaystyle a=-{\frac {1}{3}}(f+h)}
{\displaystyle 3b+d+k=0} => {\displaystyle b=-{\frac {1}{3}}(d+k)}
{\displaystyle 3c+e+g=0} => {\displaystyle c=-{\frac {1}{3}}(e+g)}
De aici rezultă 7 soluții liniar independente ale ecuației Laplace în cazul polinomului omogen de gradul 3.

## Descrierea unor diagrame de fază ale unor sisteme chimice ternare și multicomponente
Se pot formula expresii matematice ale potențialului chimic pentru sisteme ternare și multicomponente cum ar cel din următorul exemplu din termodinamica sistemelor multicomponente pentru energia liberă molară:
{\displaystyle {\bar {G_{2}}}=G+(1-x_{2})\left({\frac {\partial G}{\partial x_{2}}}\right)_{\frac {x_{1}}{x_{3}}}}
Se exprimă fracția molară a unor componente ca funcții ale altor componente:
{\displaystyle x_{1}={\frac {1-x_{2}}{1+{\frac {x_{3}}{x_{1}}}}}}
{\displaystyle x_{3}={\frac {1-x_{2}}{1+{\frac {x_{1}}{x_{3}}}}}}
Câturi diferențiale pot fi formate la rapoarte constante ca cele de mai sus:
{\displaystyle \left({\frac {\partial x_{1}}{\partial x_{2}}}\right)_{\frac {x_{1}}{x_{3}}}=-{\frac {x_{1}}{1-x_{2}}}},
{\displaystyle \left({\frac {\partial x_{3}}{\partial x_{2}}}\right)_{\frac {x_{1}}{x_{3}}}=-{\frac {x_{3}}{1-x_{2}}}}
Rapoarte X, Y, Z de fracții molare pentru sisteme ternare și multicomponente:
{\displaystyle X={\frac {x_{3}}{x_{1}+x_{3}}}}
{\displaystyle Y={\frac {x_{3}}{x_{2}+x_{3}}}}
{\displaystyle Z={\frac {x_{2}}{x_{1}+x_{2}}}}
pentru rezolvarea ecuațiilor cu derivate parțiale ca:
{\displaystyle \left({\frac {\partial \mu _{2}}{\partial n_{1}}}\right)_{n_{2},n_{3}}=\left({\frac {\partial \mu _{1}}{\partial n_{2}}}\right)_{n_{1},n_{3}}}